# What It Is to Burn
What It Is to Burn è l'album di debutto dei Finch, distribuito con etichetta Drive-Thru Records il 12 marzo 2002. È stato prodotto da Mark Trombino, produttore, tra gli altri, dei Jimmy Eat World. Daryl Palumbo della band newyorkese Glassjaw fa un'apparizione come ospite in due brani, Grey Matter and Project Mayhem. All'epoca, si sono addirittura diffuse voci che volevano che Palumbo avesse dato delle lezioni di canto a Barcalow per questo album, anche se il cantante dei Finch ha smentito questa ipotesi. La prima stampa dell'album conteneva una demo di What It Is to Burn invece che la versione della canzone registrata nuovamente che era nelle successive stampe. L'album parla della rottura di una coppia, e del crepacuore del protagonista. Si capisce dal testo della canzoni "New Beginnings", "Letters To You", "Without You Here" and "What It Is to Burn".
In occasione del decennale dell'uscita del disco, la band ha deciso di fare una serie di reunion shows tra il 2012 ed il 2013, dapprima negli Stati Uniti e poi anche in Europa, in cui ha suonato per intero l'album dall'inizio alla fine.

## Canzoni

### Project Mayhem
Originariamente la canzone durava solo un paio di minuti, ma in fase di registrazione il produttore Mark Trombino ha deciso di riarrangiarla arrivando a una lunghezza superiore ai cinque minuti. Nei live la band ha sempre eseguito la versione breve, tranne per il tour decennale dell'album, in cui per la prima volta i Finch hanno eseguito la versione intera.

### Ender
Si tratta della traccia più lunga dell'album, arrivando a oltre 13 minuti di durata, anche se solo poco più di 5 sono di effettiva musica, perché il restante è occupato da una lunga serie di rumori e distorsioni realizzate con il computer da Mark Trombino, che con l'atmosfera un po' oscura e un po' mistica che creano, rappresentano una sorta di viaggio ideale verso la morte o verso la fine. Randy Strohmeyer ha detto che "anche nella morte c'è una sorta di bellezza, e in più dove ci sono dei Nuovi inizi [titolo della prima traccia] ci deve anche essere un Finale". La canzone in effetti doveva essere quella conclusiva, dato che What It Is to Burn è stata aggiunta solo a registrazioni già ultimate, e la band aveva pensato di concludere in questo modo l'album in una maniera che lo rendesse memorabile.

### What It Is to Burn
La canzone, che dà il titolo all'album ed è probabilmente la più conosciuta della band, compare come bonus track perché originariamente non doveva figurare sull'album. Solo all'ultimo momento si è deciso di includerla, e difatti le primissime incisioni del disco non contengono questa traccia.

## Tracce
Tutte le canzoni sono state scritte e suonate dai Finch. Tutti i testi sono scritti da Nate Barcalow.
1. New Beginnings - 4.02
2. Letters to You - 3.20
3. Post Script - 2.50
4. Grey Matter - 2.40
5. Perfection Through Silence - 3.12
6. Awake - 4.49
7. Without You Here - 4.10
8. Stay with Me - 4.05
9. Project Mayhem - 5.19
10. Untitled - 4.13
11. Three Simple Words - 4.39
12. Ender - 13.28
13. What It Is to Burn - 4.29
14. Letters to You (Acoustic)* - 3.40
15. What It Is to Burn (Demo)* - 4.51

*Bonus track nell'edizione del Regno Unito.

## Formazione

### Band
- Nate Barcalow – voce
- Derek Doherty – basso
- Alex Linares – chitarra ritmica
- Alex Pappas – batteria
- Randy Strohmeyer – chitarra solista

### Personale aggiuntivo
- Mark Trombino – produzione, ingegneria, mixaggio e programmazione
- Daryl Palumbo – voce di fondo
- Steven Marcussen - Masterizzazione presso Marcussen Mastering
- Paul R. Brown - design e fotografia
- Kris McCaddon - Fotografia